# NGC 5306
NGC 5306 ist eine elliptische Galaxie mit einem Doppelkern vom Hubble-Typ E1 im Sternbild Jungfrau. Sie ist schätzungsweise 319 Millionen Lichtjahre von der Milchstraße entfernt.
Das Objekt wurde am 5. März 1785 von Wilhelm Herschel mit einem 18,7-Zoll-Spiegelteleskop entdeckt, der sie dabei mit „F, vS, iF, r“ beschrieb. John Herschel notierte bei einer Beobachtung mit einem 18-Zoll-Spiegelteleskop im Jahr 1847 „F, R, psbM, 20 arcseconds“.